# 魔の家
『魔の家』（まのいえ、The Old Dark House）は1932年公開のコメディ・ホラー映画。J・B・プリーストリーの小説『Benighted』（1927年）をジェイムズ・ホエール監督で映画化した。出演は、ボリス・カーロフ、メルヴィン・ダグラス、グロリア・スチュアート、レイモンド・マッセイ、これがハリウッド・デビューとなるチャールズ・ロートン。
ウェールズを旅していた人々が嵐に遭い、近くの屋敷に助けを求める。しかしその家族と召使いには禍々しい秘密があり、人々は命の危険にさらされる、というストーリー。

## キャスト
- モーガン：ボリス・カーロフ

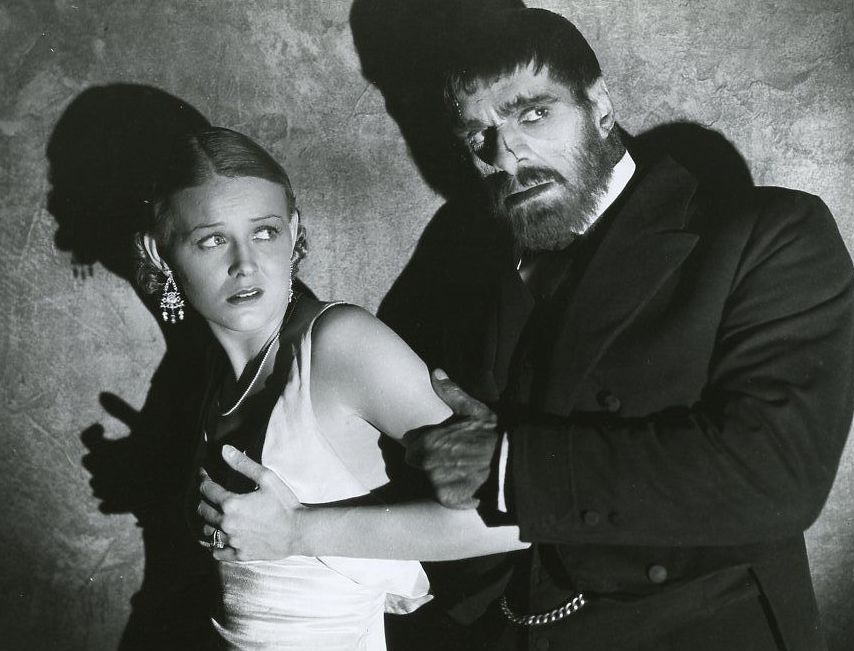
グロリア・スチュアート(左)とボリス・カーロフ

- ロジャー・ペンドレル：メルヴィン・ダグラス
- フィリップ・ウェヴァートン：レイモンド・マッセイ
- マーガレット・ウェヴァートン：グロリア・スチュアート
- サー・ウィリアム・ポーターハウス：チャールズ・ロートン
- グラディス：リリアン・ボンド
- ホレース・フェム：アーネスト・セジガー
- レベッカ・フェム：エヴァ・ムーア

## 関連
- ユニバーサル・モンスターズ